# Юркин, Александр Валентинович
Алекса́ндр Валенти́нович Ю́ркин (род. 27 февраля 1956, Новошахтинск) — украинский профсоюзный деятель. С января 2005 по июль 2008 — председатель Федерации профсоюзов Украины.

## Образование
Экономист, магистр международного менеджмента (окончил Высшую школу профсоюзного движения и Академию внешней торговли).

## Профессиональная и общественная деятельность
1975 — слесарь по ремонту турбинного оборудования реакторно-турбинного цеха ПО «Чернобыльская АЭС»
1975—1977 — служба в рядах Советской армии
С 1977 — дежурный слесарь, машинист-обходчик турбинного оборудования, ведущий инженер отдела сопровождения объекта «Укрытие», секретарь комитета комсомола ЧАЭС.
1984—1991 — заместитель председателя профкома ЧАЭС
1991—1992 — председатель профкома ЧАЭС
1992—2005 — выступил инициатором и непосредственным участником создания Профсоюза работников атомной энергетики и промышленности Украины (был основан в 1992 году на базе профсоюзных организаций и предприятий атомной энергетики и промышленности, входящих в состав Профсоюза работников атомной энергетики и промышленности СССР).
2005—2008 — Председатель Федерации профсоюзов Украины (ФПУ)

## Награды
Награждён Почетной грамотой Кабинета Министров Украины (2002), орденом «За заслуги» ІІІ степени (2004).

## Семья
Женат, два сына.